# Zwierzęta dwubocznie symetryczne
Zwierzęta dwubocznie symetryczne (Bilateria) – zwierzęta charakteryzujące się pierwotnie dwustronną (bilateralną) symetrią budowy ciała, trzema warstwami różnicującymi się w trakcie rozwoju embrionalnego oraz obecnością otworu gębowego i odbytu. Grupa ta obejmuje większość zwierząt (około 1,2 mln znanych gatunków), w tym mięczaki, stawonogi i strunowce. Pojawiły się w późnym prekambrze (ediakar), a ich rozkwit nastąpił około 580–520 mln lat temu (eksplozja kambryjska). Najstarszym znanym zwierzęciem dwubocznie symetrycznym jest Vernanimalcula – odkryta w skałach pochodzących z chińskiej prowincji Kuejczou.
Symetria bilateralna rozwinęła się u tych zwierząt w związku z ich zdolnością do ruchu postępowego. Aktywne poruszanie się wykształciło polaryzację ciała, które zróżnicowało się na część przednią i tylną oraz brzuszną i grzbietową. Symetria budowy ciała organizmu zwierząt o prostszej niż Bilateria morfologii – gąbek (Porifera) i promienistych (Radiata) – oparta jest na centralnie położonej jamie otoczonej ścianą ciała. Pojawienie się środkowego listka zarodkowego zwanego mezodermą doprowadziło u bardziej zaawansowanych ewolucyjnie Bilateria do powstania celomy (wtórnej jamy ciała). Prawdopodobnie był to jeden z czynników, które przyczyniły się do ich sukcesu ewolucyjnego. Obecność mezodermy jest cechą charakterystyczną dla wszystkich Bilateria.
Filogeneza Bilateria nie została jeszcze wyjaśniona. Prawdopodobnie pochodzą od kolonijnych jamochłonów. Istnieje kilka hipotez dotyczących ich dalszego rozwoju. Tradycyjny pogląd na ewolucję zwierząt o dwubocznej symetrii ciała zakładał rozwój poziomu organizacji na podstawie hipotezy jam ciała – od form najprostszych, charakteryzujących się brakiem celomy (pierwotnojamowce – Acoelomata) poprzez organizmy, u których pojawił się pseudocel (wtórnojamowce pozorne – Pseudocoelomata), aż do zwierząt celomatycznych, czyli wtórnojamowców (Coelomata). Alternatywną koncepcją, którą wprowadził Karl Grobben na początku XX w. był podział na pierwouste (pragębowce, bez wtórnego otworu gębowego) i wtórouste (wtórnogębowce, pragęba zarasta lub przekształca się w odbyt).
Obecnie na podstawie filogenetyki molekularnej oraz dalszych badań morfologicznych i embriologicznych, przyjmuje się następującą klasyfikację Bilateria:
- Nephrozoa:
  - Protostomia – pierwouste:
    - Spiralia – klad obejmujący zwierzęta o bruzdkowaniu spiralnym
    - Ecdysozoa – wylinkowce
    - Chaetognatha – szczecioszczękie

  - Deuterostomia – wtórouste:
    - Ambulacraria – klad obejmujący szkarłupnie i półstrunowce
    - Chordata – strunowce
- Xenacoelomorpha:
  - Acoelomorpha – wirki bezjelitowe i Nemertodermatida
  - Xenoturbellida